# Arisaema nanjenense
Arisaema nanjenense là một loài thực vật có hoa trong họ Ráy (Araceae). Loài này được T.C.Huang & M.J.Wu mô tả khoa học đầu tiên năm 1997.